# Scaleform
Scaleform es una compañía desarrolladora y proveedora de middleware para uso en videojuegos fundada por Brendan Iribe, Michael Antonov y Andrew Scott Reisse en 2004. Scaleform fue comprada por Autodesk en 2011.

## Historia
Scaleform fue fundada en Laurel, Maryland en 2004. En 2008 su CEO Brendan Irbe anunció que Scaleform portaria Scaleform para ser usado en PlayStation 3 y PSP. En noviembre de 2011 Autodesk compró Scaleform por 36 millones de dólares. Sus cuarteles se encuentran en Greenbelt Maryland.
El producto ha sido discontinuado en 2018.

## Productos
Su programa más reciente es Scaleform GFx, un motor de renderizado de gráficos vectoriales utilizado para mostrar interfaces de usuarios basadas en Adobe Flash, HUDs y texturas animadas para juegos para sistemas Windows, Linux, OS X, Xbox 360, Playstation 2, PSP, PS3, PS Vita, 3DS, Wii, Wii U, Windows Phone, iOS y plataformas Android.

### Scaleform GFx
Scaleform GFx contiene muchos sistemas núcleo:
- Un motor de tesellacion de vector-a-triángulo con una patente pendiente.
- Un algoritmo antialiasing que usa triángulos subpixelados para suavizar los bordes.

Caché en malla para manejar datos de triángulos teselados.
- Un sistema de fuentes basado en vectores que usa texturas simples para manejar dinámicamente el caché a demanda.
- ActionScript optimizado y máquinas ActionScript 2 con colector de basura.
- Analizadores de memoria y ejecución.
- Soporte de audio vía wrapper mediante FMOD.
- Wwise y otro motor de audio.
- Soporte a XML y CSS.

Además el kit de software de desarrollo de Scaleform GFx incluye:
- Scaleform 3Di: Sistema para el renderizado de interfaces 3D que puede usarse para vibrar y rotar cualquier elemento flash 2D en espacios 3D incluyendo cambios en las rotaciones Z, Y y X. Ánade soporte de estereoscopia 3D UI para dar apariencia de flotación.

- Scaleform CLIK (Common Lightweight Interface Kit): Son kits para crear interfaces de usuario livianas y fácilmente personalizables, incluyen botones, list boxes, menús desplegables, sliders, trees y ventanas.

- Scaleform UI Kits: Plantillas preconstruidas personalizadas para crear interfaces de usuario basadas en Flash para HUD de alto desempeno, interfaz y menú para multijugadores que son usados para iniciar juegos rápidamente.

- Scaleform AMP (Analyzer for Memory and Performance): Es una herramienta utilizada para analizar la memoria y el desempeño de contenidos flash dentro de un juego o aplicación tridimensionoal mientras se ejecutan en un ordenador, consola o teléfonos. AMP brinda estadísticas detalladas del uso de CPU, renderizado y memoria e incluye un perfilador de ActionScript (para métricas en tiempo de ejecución).

### Scaleform Video
Es un codec de video completamente integrado para trabajar con flujos de videos Flash (Mejorado actualmente con CRI Movie).

### Scaleform IME
Completo e integrado editor de métodos de entradas para soportar chat en caracteres asiáticos.

## Juegos que utilizan tecnología Scaleform
Miles de juegos utilizan la tecnología Scaleform, entre ellos Gears of War, Crysis, Mass Effect, Crysis Warhead, Crysis II, Fable II, Mercenarios 2, GTA V, Battlefield 3, Prototype, The Witcher 3 entre otros.